# Crepidomanes indicum
Crepidomanes indicum là một loài dương xỉ trong họ Hymenophyllaceae. Loài này được C.A. Hameed & Madhus. mô tả khoa học đầu tiên năm 1998.
Danh pháp khoa học của loài này chưa được làm sáng tỏ. 